# Депрерадівка (станція)
Депрера́дівка — вузлова вантажно-пасажирська залізнична станція Луганської дирекції Донецької залізниці на перетині двох ліній Дебальцеве — Родакове та Дебальцеве — Депрерадівка.
Розташована в однойменному селищі Перевальського району Луганської області на кордоні з Донецькою областю між станціями Дебальцеве-Сортувальна (3 км) та Баронська (4 км).
Через військову агресію Росії на сході Україні транспортне сполучення припинене, водночас керівництво так званих ДНР та ЛНР заявляло про запуск електропоїзда сполученням Луганськ — Ясинувата, що підтверджує сайт Яндекс.